# 渋谷莉孔
渋谷 莉孔（しぶや りく、1985年4月4日 - ）は、日本の男性総合格闘家。グレイシー・テクニクス・ホノルル所属。

## 来歴
2008年10月19日、リングス・前田日明がプロデュースする不良の更生を目的としたアマチュア総合格闘技大会「THE OUTSIDER 第3戦」で総合格闘家としてデビュー。中村啓紀と対戦し、試合中に奇声を上げる独特のファイトスタイルでKO勝ちを収めた。その試合の渋谷の印象について、レフェリーを務めた平直行は「素質があるゆえに工芸品のように繊細なもろさがある」と語り、大会主催者の前田日明は「溶鉱炉のふちにあるダイヤモンドの原石」と例えた。
2009年3月15日、勝っても負けてもこれで格闘技をやめるつもりで「THE OUTSIDER SPECIAL in 両国国技館」に参戦。試合に負けてリングを去ろうとしたときに、対戦相手の内藤裕から「格闘技やめんなよ」と言われた影響もあり、以後も同大会に継続参戦するようになった。
2010年11月28日、「CAGE FORCE 20」でプロデビュー。金内裕哉を判定で下した。
2013年4月21日、「THE OUTSIDER 第25戦」で朝倉海に判定勝ち。 
2014年9月13日、「TTF CHALLENGE 02」に参戦。プロ3戦目にして、パンクラスのトップランカー・古賀靖隆を下す大金星を挙げた。

### ONE Championship
2015年3月13日、アジア最大規模の総合格闘技団体「ONE Championship」（略称ONE）への初参戦でタイトルマッチに抜擢され、世界フライ級王者アドリアーノ・モラエスに挑むも、判定負けを喫し王座獲得に失敗した。
2015年10月9日、ユージーン・トケーロを判定で下し、ONE初勝利を収めた。
2016年1月23日、ロイ・ドリゲスに判定勝ちするも、試合中に反則のサミングを受け、のちに目の異常を感じた。同年2月下旬、滞在先のハワイの病院で「今日中に失明する」と宣告され緊急帰国。都内の病院で両目とも網膜剥離との診断を受け、手術となった。一時は両目ともほぼ見えない状態になり、自身のTwitterで引退を示唆したが、のちに現役続行を表明。所属ジムのあるハワイで、復帰に向けたトレーニングを開始した。
2017年8月18日、ジアーニ・スッバと復帰戦を行い、判定負け。
2017年12月9日、元ルンピニー・スタジアム認定3階級王者で初代ONE世界ストロー級王者のデェダムロン・ソー・アミュアイシルチョークと対戦し、ギロチンチョークで一本勝ちを収めた。試合後のインタビューで、視力は片目が0.2、もう片方の目も0.02程度まで回復していると語った。

### 政治活動
2025年7月20日投開票の第27回参議院議員通常選挙に新党やまと公認で東京選挙区に立候補し、3,885票を獲得したが32人中28位で落選。

## 戦績

### プロ総合格闘技
| 総合格闘技 戦績 | 総合格闘技 戦績 | 総合格闘技 戦績 | 総合格闘技 戦績 | 総合格闘技 戦績 | 総合格闘技 戦績 | 総合格闘技 戦績 |
| --------------- | --------------- | --------------- | --------------- | --------------- | --------------- | --------------- |
| 9 試合          | (T)KO           | 一本            | 判定            | その他          | 引き分け        | 無効試合        |
| 7 勝            | 1               | 1               | 5               | 0               | 0               | 0               |
| 2 敗            | 0               | 0               | 2               | 0               | 0               | 0               |

| 勝敗 | 対戦相手                                   | 試合結果                    | 大会名                                                                  | 開催年月日     |
| ○    | デェダムロン・ソー・アミュアイシルチョーク | 1R 2:36 ギロチンチョーク    | ONE Championship 64: Warriors of the World                              | 2017年12月9日  |
| ×    | ジアーニ・スッバ                           | 5分3R終了 判定0-3           | ONE Championship 59: Quest for Greatness                                | 2017年8月18日  |
| ○    | ロイ・ドリゲス                             | 5分3R終了 判定3-0           | ONE Championship 37: Dynasty of Champions 5                             | 2016年1月23日  |
| ○    | ユージーン・トケーロ                       | 5分3R終了 判定3-0           | ONE Championship 32: Tigers of Asia                                     | 2015年10月9日  |
| ×    | アドリアーノ・モラエス                     | 5分5R終了 判定0-3           | ONE Championship 25: Age of Champions 【ONE世界フライ級タイトルマッチ】 | 2015年3月13日  |
| ○    | 原猛司                                     | 5分2R終了 判定3-0           | HEAT in Fukuoka                                                         | 2014年10月13日 |
| ○    | 古賀靖隆                                   | 5分3R（延長1R）終了 判定3-0 | TTF CHALLENGE 02                                                        | 2014年9月13日  |
| ○    | 高野祥之                                   | 3R 4:48 TKO                 | HEAT 29                                                                 | 2013年12月15日 |
| ○    | 金内裕哉                                   | 3分3R終了 判定3-0           | CAGE FORCE 20（三上アスカ名義で出場）                                   | 2010年11月28日 |

### アマチュア総合格闘技
| 勝敗 | 対戦相手 | 試合結果                                  | 大会名                                                                      | 開催年月日     |
| ×    | 黒石高大 | 反則負け （バンテージ不正改造による反則） | THE OUTSIDER 横浜大会                                                       | 2013年6月9日   |
| ○    | 朝倉海   | 3分2R終了 判定3-0                         | THE OUTSIDER 第25戦                                                         | 2013年4月21日  |
| ○    | MASAMUNE | 1R 2:10 変形フロントネックロック          | THE OUTSIDER 第24戦                                                         | 2013年2月10日  |
| △    | 黒石高大 | 3分2R終了 判定                            | RINGS/THE OUTSIDER 合同大会                                                 | 2012年12月16日 |
| ○    | 中根佑太 | 2R 2:07 チョークスリーパー                | THE OUTSIDER 第16戦（三上飛鳥名義で出場）                                   | 2011年5月8日   |
| ○    | 茂木浩明 | 2R 1:26 KO                                | THE OUTSIDER 第11戦 【60-65kgトーナメントマッチ 2回戦】（準決勝は負傷欠場） | 2010年4月3日   |
| ○    | 山元寿   | 3分2R終了 判定3-0                         | THE OUTSIDER 第11戦 【60-65kgトーナメントマッチ 1回戦】                     | 2010年4月3日   |
| △    | 土橋政春 | 3分2R終了 判定1-0                         | THE OUTSIDER 第9戦                                                          | 2009年12月13日 |
| ○    | 大山勇樹 | 3分2R終了 判定3-0                         | THE OUTSIDER 第8戦                                                          | 2009年10月11日 |
| ○    | 中澤達也 | 1R 2:41 TKO（パウンド）                   | THE OUTSIDER 第7戦                                                          | 2009年8月9日   |
| ×    | 高田竜次 | 3分2R終了 判定0-2                         | THE OUTSIDER 第6戦                                                          | 2009年5月5日   |
| ×    | 内藤裕   | 3分2R終了 判定0-3                         | THE OUTSIDER SPECIAL in 両国国技館                                          | 2009年3月15日  |
| ○    | 中村啓紀 | 1R 1:03 KO                                | THE OUTSIDER 第3戦                                                          | 2008年10月19日 |